# Parçay-Meslay
Pour les articles homonymes, voir Parçay (homonymie).
Parçay-Meslay est une commune française située dans le département d'Indre-et-Loire, en région Centre-Val de Loire.

## Géographie

### Localisation et paysages
Parçay-Meslay est située sur les hauteurs de la Loire, à proximité de Rochecorbon. Son altitude moyenne est de 50 m et elle est majoritairement entourée de vignobles.
| Chanceaux-sur-Choisille |               | Monnaie     |
| Notre-Dame-d'Oé         | Parçay-Meslay |             |
| Tours                   |               | Rochecorbon |

### Hydrographie

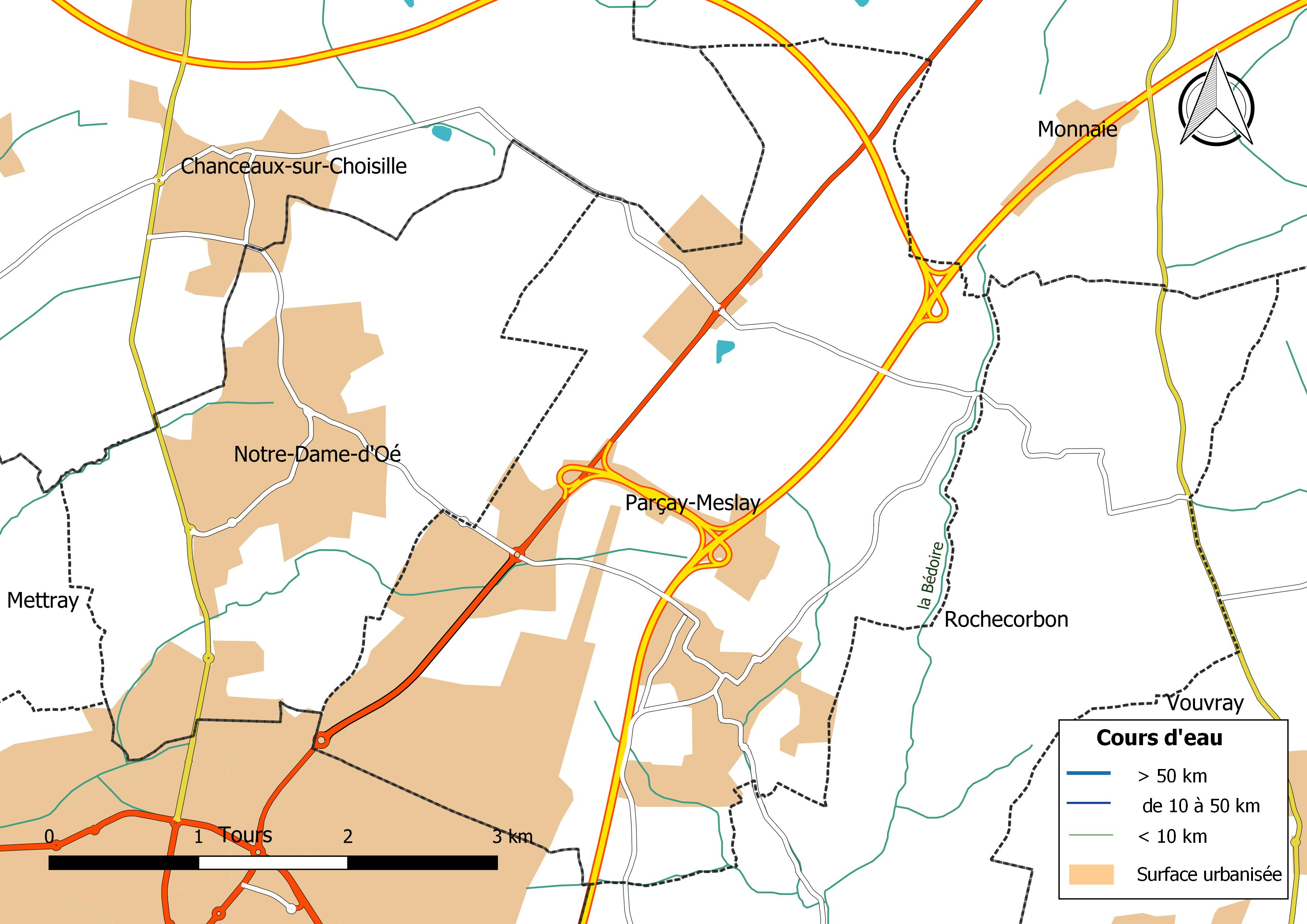
Réseau hydrographique de Parçay-Meslay.

Le réseau hydrographique communal, d'une longueur totale de 9,28 km, comprend cinq petits cours d'eau dont la Bédoire (2,408 km), qui constitue la limite communale est,.

### Climat
Pour des articles plus généraux, voir Climat du Centre-Val de Loire et Climat d'Indre-et-Loire.
En 2010, le climat de la commune est de type climat océanique dégradé des plaines du Centre et du Nord, selon une étude du Centre national de la recherche scientifique s'appuyant sur une série de données couvrant la période 1971-2000. En 2020, Météo-France publie une typologie des climats de la France métropolitaine dans laquelle la commune est exposée à un climat océanique altéré et est dans la région climatique Moyenne vallée de la Loire, caractérisée par une bonne insolation (1 850 h/an) et un été peu pluvieux.
Pour la période 1971-2000, la température annuelle moyenne est de 11,1 °C, avec une amplitude thermique annuelle de 14,6 °C. Le cumul annuel moyen de précipitations est de 692 mm, avec 10,6 jours de précipitations en janvier et 6,6 jours en juillet. Pour la période 1991-2020, la température moyenne annuelle observée sur la station météorologique installée sur la commune est de 12,2 °C et le cumul annuel moyen de précipitations est de 677,8 mm,. Pour l'avenir, les paramètres climatiques de la commune estimés pour 2050 selon différents scénarios d'émission de gaz à effet de serre sont consultables sur un site dédié publié par Météo-France en novembre 2022.
| Mois                                  | jan.             | fév.             | mars           | avril           | mai             | juin           | jui.           | août           | sep.           | oct.            | nov.            | déc.             | année      |
| ------------------------------------- | ---------------- | ---------------- | -------------- | --------------- | --------------- | -------------- | -------------- | -------------- | -------------- | --------------- | --------------- | ---------------- | ---------- |
| Température minimale moyenne (°C)     | 2,5              | 2,3              | 4,3            | 6               | 9,4             | 12,6           | 14,4           | 14,3           | 11,4           | 9               | 5,3             | 2,9              | 7,9        |
| Température moyenne (°C)              | 5,1              | 5,6              | 8,6            | 11              | 14,5            | 18             | 20,2           | 20,2           | 16,8           | 13              | 8,3             | 5,5              | 12,2       |
| Température maximale moyenne (°C)     | 7,7              | 9                | 12,9           | 16              | 19,6            | 23,4           | 25,9           | 26             | 22,1           | 17              | 11,4            | 8,1              | 16,6       |
| Record de froid (°C) date du record   | −17,4 17.01.1987 | −14,2 04.02.1963 | −10,3 01.03.05 | −3,4 21.04.1991 | −0,6 08.05.1974 | 2,6 05.06.1969 | 4,3 05.07.1965 | 4,8 30.08.1986 | 0,9 11.09.1972 | −2,3 29.10.1997 | −7,1 24.11.1998 | −18,5 29.12.1964 | −18,5 1964 |
| Record de chaleur (°C) date du record | 16,9 15.01.1975  | 22,1 27.02.19    | 25,3 31.03.21  | 29,2 30.04.05   | 31,8 27.05.05   | 39,1 18.06.22  | 40,8 25.07.19  | 39,8 10.08.03  | 35,5 09.09.23  | 31,1 02.10.23   | 22,3 07.11.15   | 18,5 07.12.00    | 40,8 2019  |
| Ensoleillement (h)                    | 684              | 952              | 1 488          | 1 873           | 2 142           | 2 285          | 2 471          | 2 377          | 1 913          | 1 229           | 789             | 646              | 18 848     |
| Précipitations (mm)                   | 63               | 52,4             | 48,7           | 53              | 57,7            | 53,2           | 46,6           | 44             | 51,8           | 66              | 69,3            | 72,1             | 677,8      |

## Urbanisme

### Typologie
Au 1er janvier 2024, Parçay-Meslay est catégorisée ceinture urbaine, selon la nouvelle grille communale de densité à sept niveaux définie par l'Insee en 2022.
Elle appartient à l'unité urbaine de Tours, une agglomération intra-départementale regroupant 38  communes, dont elle est une commune de la banlieue,,. Par ailleurs la commune fait partie de l'aire d'attraction de Tours, dont elle est une commune de la couronne,. Cette aire, qui regroupe 162 communes, est catégorisée dans les aires de 200 000 à moins de 700 000 habitants,.

### Occupation des sols
L'occupation des sols de la commune, telle qu'elle ressort de la base de données européenne d’occupation biophysique des sols Corine Land Cover (CLC), est marquée par l'importance des territoires agricoles (62 % en 2018), en diminution par rapport à 1990 (72,9 %). La répartition détaillée en 2018 est la suivante : 
terres arables (59,5 %), zones industrielles ou commerciales et réseaux de communication (23,3 %), zones urbanisées (8,4 %), forêts (6,4 %), cultures permanentes (1,4 %), zones agricoles hétérogènes (1,1 %). L'évolution de l’occupation des sols de la commune et de ses infrastructures peut être observée sur les différentes représentations cartographiques du territoire : la carte de Cassini (XVIIIe siècle), la carte d'état-major (1820-1866) et les cartes ou photos aériennes de l'IGN pour la période actuelle (1950 à aujourd'hui).

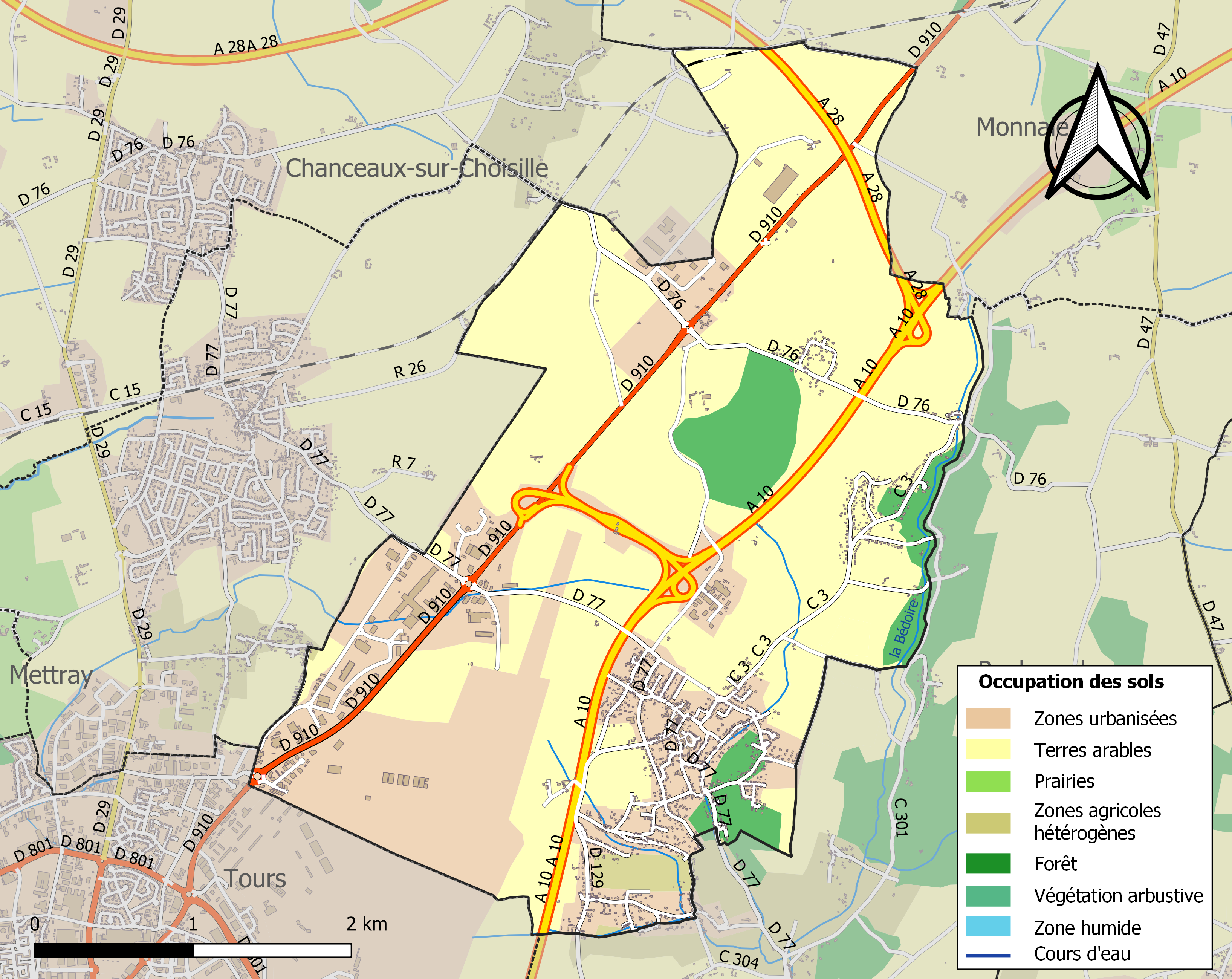
Carte des infrastructures et de l'occupation des sols de la commune en 2018 (CLC).

### Risques majeurs
Le territoire de la commune de Parçay-Meslay est vulnérable à différents aléas naturels : météorologiques (tempête, orage, neige, grand froid, canicule ou sécheresse) et séisme (sismicité très faible). Un site publié par le BRGM permet d'évaluer simplement et rapidement les risques d'un bien localisé soit par son adresse soit par le numéro de sa parcelle.

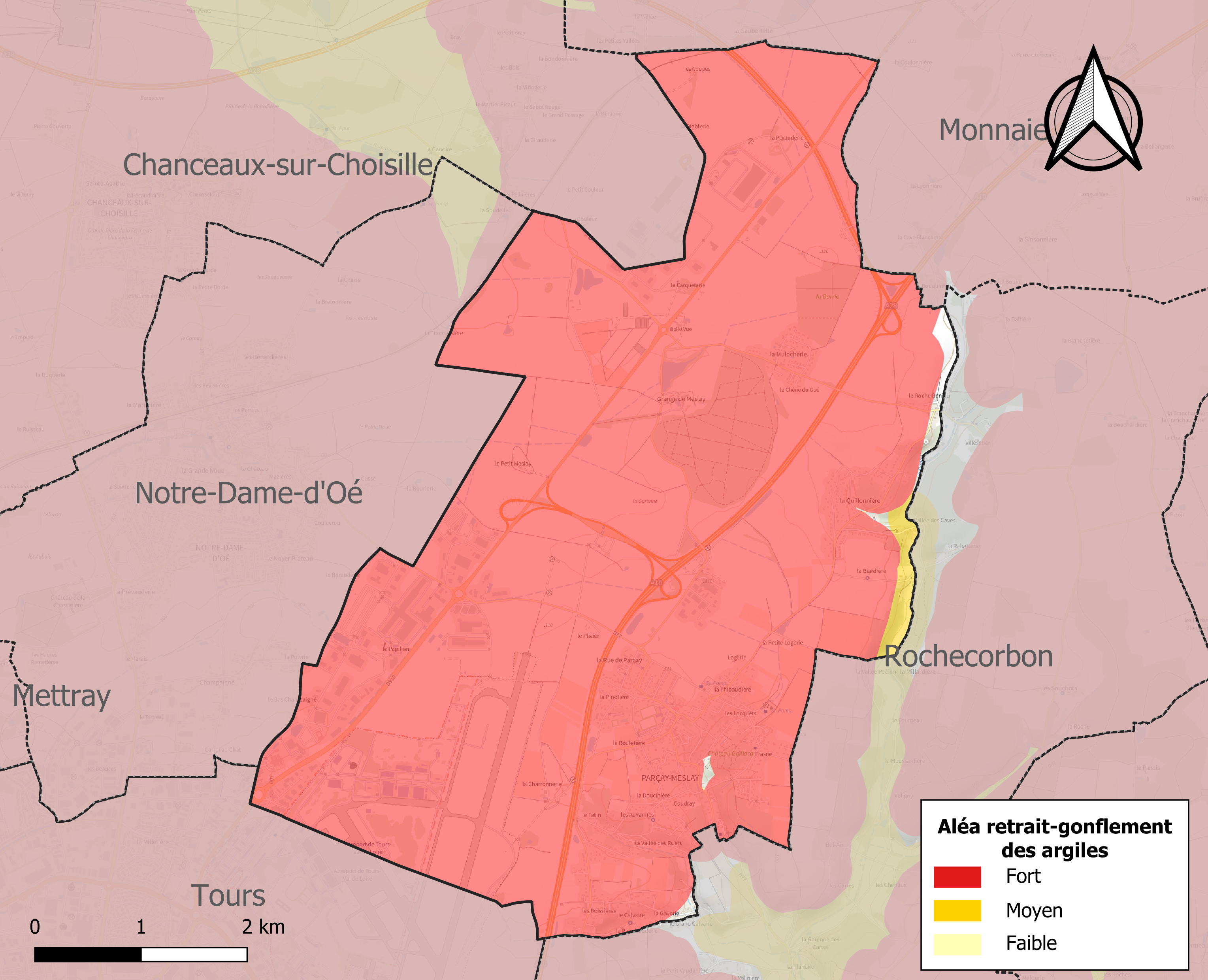
Carte des zones d'aléa retrait-gonflement des sols argileux de Parçay-Meslay.

Le retrait-gonflement des sols argileux est susceptible d'engendrer des dommages importants aux bâtiments en cas d’alternance de périodes de sécheresse et de pluie. 99,2 % de la superficie communale est en aléa moyen ou fort (90,2 % au niveau départemental et 48,5 % au niveau national). Sur les 965 bâtiments dénombrés sur la commune en 2019, 947 sont en aléa moyen ou fort, soit 98 %, à comparer aux 91 % au niveau départemental et 54 % au niveau national. Une cartographie de l'exposition du territoire national au retrait gonflement des sols argileux est disponible sur le site du BRGM,.
Concernant les mouvements de terrains, la commune a été reconnue en état de catastrophe naturelle au titre des dommages causés par la sécheresse en 1989, 1990, 1993, 1997, 2011, 2018 et 2019 et par des mouvements de terrain en 1995 et 1999.

## Politique et administration

### Tendances politiques et résultats
| Scrutin             | Scrutin             | 1er tour | 1er tour | 1er tour | 1er tour | 1er tour | 1er tour | 1er tour | 1er tour  | 1er tour | 1er tour | 1er tour | 1er tour | 2d tour | 2d tour | 2d tour | 2d tour | 2d tour | 2d tour |
| Scrutin             | Scrutin             | 1er      | 1er      | %        | 2e       | 2e       | %        | 3e       | 3e        | %        | 4e       | 4e       | %        | 1er     | 1er     | %       | 2e      | 2e      | %       |
| ------------------- | ------------------- | -------- | -------- | -------- | -------- | -------- | -------- | -------- | --------- | -------- | -------- | -------- | -------- | ------- | ------- | ------- | ------- | ------- | ------- |
| Présidentielle 2017 | Présidentielle 2017 |          | LR       | 24,08    |          | EM       | 23,96    |          | FN        | 21,54    |          | LFI      | 16,27    |         | EM      | 66,43   |         | FN      | 33,57   |
| Présidentielle 2022 | Présidentielle 2022 |          | LREM     | 33,81    |          | RN       | 26,38    |          | LFI       | 15,00    |          | REC      | 6,38     |         | LREM    | 60,43   |         | RN      | 39,57   |
| Législatives 2022   | 2e                  |          | RE-Ens   | 34,44    |          | RN       | 20,54    |          | LFI-Nupes | 20,34    |          | LR       | 12,79    |         | RE      | 61,56   |         | LFI     | 38,44   |
| Législatives 2024   | 2e                  |          | RE-Ens   | 35,34    |          | RN       | 34,45    |          | LFI-NFP   | 18,36    |          | LR       | 9,59     |         | RE      | 59,15   |         | RN      | 40,85   |

### Liste des maires
| Période                                  | Période   | Identité          | Étiquette   | Qualité                              |
| ---------------------------------------- | --------- | ----------------- | ----------- | ------------------------------------ |
| 1893                                     | 1925      | Baptiste Serrault |             |                                      |
| 1925                                     | 1935      | Léon Tulasne      |             |                                      |
| 1935                                     | 1947      | Marcel Lefebvre   |             |                                      |
| 1947                                     | 1959      | Germain Martin    |             |                                      |
| Les données manquantes sont à compléter. |           |                   |             |                                      |
| mars 2001                                | mars 2014 | Jackie Soulisse   | DVD         | Retraité                             |
| mars 2014                                | En cours  | Bruno Fenet       | UMP puis LR | Conseiller départemental depuis 2021 |
| Les données manquantes sont à compléter. |           |                   |             |                                      |

### Politique environnementale
Dans son palmarès 2016, le Conseil national des Villes et Villages Fleuris de France a attribué une fleur à la commune au Concours des villes et villages fleuris.

## Population et société

### Démographie
L'évolution du nombre d'habitants est connue à travers les recensements de la population effectués dans la commune depuis 1793. Pour les communes de moins de 10 000 habitants, une enquête de recensement portant sur toute la population est réalisée tous les cinq ans, les populations de référence des années intermédiaires étant quant à elles estimées par interpolation ou extrapolation. Pour la commune, le premier recensement exhaustif entrant dans le cadre du nouveau dispositif a été réalisé en 2004.

En 2022, la commune comptait 2 574 habitants, en évolution de +12,45 % par rapport à 2016 (Indre-et-Loire : +1,67 %, France hors Mayotte : +2,11 %).
| 1793 | 1800 | 1806 | 1821 | 1831 | 1836 | 1841 | 1846 | 1851 |
| ---- | ---- | ---- | ---- | ---- | ---- | ---- | ---- | ---- |
| 510  | 495  | 505  | 536  | 538  | 555  | 601  | 606  | 603  |

| 1856 | 1861 | 1866 | 1872 | 1876 | 1881 | 1886 | 1891 | 1896 |
| ---- | ---- | ---- | ---- | ---- | ---- | ---- | ---- | ---- |
| 606  | 559  | 583  | 576  | 592  | 595  | 637  | 598  | 586  |

| 1901 | 1906 | 1911 | 1921 | 1926 | 1931 | 1936 | 1946 | 1954 |
| ---- | ---- | ---- | ---- | ---- | ---- | ---- | ---- | ---- |
| 611  | 598  | 554  | 529  | 572  | 620  | 662  | 629  | 628  |

| 1962 | 1968 | 1975  | 1982  | 1990  | 1999  | 2004  | 2006  | 2009  |
| ---- | ---- | ----- | ----- | ----- | ----- | ----- | ----- | ----- |
| 654  | 781  | 1 112 | 1 538 | 1 757 | 2 198 | 2 284 | 2 364 | 2 293 |

| 2014  | 2019  | 2022  | - | - | - | - | - | - |
| ----- | ----- | ----- | - | - | - | - | - | - |
| 2 283 | 2 474 | 2 574 | - | - | - | - | - | - |

### Enseignement
Parçay-Meslay se situe dans l'Académie d'Orléans-Tours (Zone B) et dans la circonscription de Saint-Pierre-des-Corps.
L'école maternelle et l'école élémentaire accueillent les élèves de la commune.

## Culture locale et patrimoine

### Lieux et monuments
La Grange de Meslay, ferme fortifiée du XIIIe siècle qui dépendait de l'Abbaye de Marmoutier, avec une porte monumentale et une grange de 1 500 m2.
Elle sert de cadre au festival annuel des Fêtes Musicales, dit Festival de la Grange de Meslay.
Dans l'église paroissiale, deux tableaux de Johannes Desvergnes, La Multiplication des pains et le Christ et le centurion, le premier est signé et daté 1742.
La Commanderie, est un logis seigneurial, de style gothique flamboyant et bâti au cours du XVe siècle. Cet édifice a été inscrit sur l'inventaire supplémentaire des monuments historiques en 2005.

### Personnalités liées à la commune
- Sviatoslav Richter, fondateur en 1963 du festival de la Grange de Meslay.
- Patrick L'hermite, artiste plasticien, diplômé des Arts Graphiques et Publicitaires de l’École Brassart, a fait don à la commune d'une peinture en exposition permanente à l'église de Parçay-Meslay.

### Héraldique
| Blason de Parçay-Meslay | Les armes de Parçay-Meslay se blasonnent ainsi : Fascé d'argent et de gueules de huit pièces, au néflier arraché de sinople fruité au naturel, brochant sur le tout, au chef d'azur chargé d'une tête d'homme de profil d'or accostée de deux grappes de raisin aussi d'argent. |